# リリム・カストラティ
リリム・カストラティ（アルバニア語: Lirim M. Kastrati、1999年1月16日 - ）は、コソボ（旧ユーゴスラビア）・カメニツァ出身のサッカー選手。ネムゼティ・バイノクシャーグI・フェヘールヴァール所属。ポジションはフォワード（ウイング）。コソボ代表。

## クラブ歴
2017年、ロコモティヴァ・ザグレブの下部組織に加入し、2018年2月17日、イストラ戦にてトップチームデビュー。9月16日にはNKスラヴェン・ベルポ戦でキャリア初のハットトリックを記録している。
2020年2月17日、NKディナモ・ザグレブに5年契約で移籍した。また、2019-20シーズン終了まではレンタルという形でロコモティヴァ・ザグレブに残る。
2021年9月1日、4年契約でレギア・ワルシャワに完全移籍。
2022年8月29日、MOLフェヘールヴァールFCに3年契約で移籍。

## 代表歴
2018年10月11日、マルタ代表との試合でコソボ代表デビューを果たした。